# Municipio de Walnut Grove (condado de McDonough)
El municipio de Walnut Grove (en inglés: Walnut Grove Township) es un municipio ubicado en el condado de McDonough en el estado estadounidense de Illinois. En el año 2010 tenía una población de 469 habitantes y una densidad poblacional de 4,99 personas por km².

## Geografía
El municipio de Walnut Grove se encuentra ubicado en las coordenadas 40°35′13″N 90°37′1″O / 40.58694, -90.61694. Según la Oficina del Censo de los Estados Unidos, el municipio tiene una superficie total de 93.98 km², de la cual 93,98 km² corresponden a tierra firme y (0 %) 0 km² es agua.

## Demografía
Según el censo de 2010, había 469 personas residiendo en el municipio de Walnut Grove. La densidad de población era de 4,99 hab./km². De los 469 habitantes, el municipio de Walnut Grove estaba compuesto por el 97,01 % blancos, el 1,92 % eran amerindios, el 0,64 % eran asiáticos y el 0,43 % eran de una mezcla de razas. Del total de la población el 2,13 % eran hispanos o latinos de cualquier raza.